# Priekulė
Priekulė (alemán: Prökuls) es una ciudad de Lituania, capital de la seniūnija homónima en el municipio-distrito de Klaipėda de la provincia de Klaipėda.
En 2011, la ciudad tenía una población de 1413 habitantes.
Hasta la primera mitad del siglo XVI, aquí había una pequeña aldea llamada "Paminia". La actual Priekulė fue fundada en el siglo XVI por la Orden Teutónica y en su origen perteneció al ducado de Prusia. En aquella época se estableció aquí la primera parroquia luterana de la región. En la revolución de 1848, cuando la localidad pertenecía al reino de Prusia, se produjeron aquí importantes disturbios, en los que se llegó a demoler el edificio de los juzgados. En 1923 pasó a formar parte del territorio lituano. La RSS de Lituania le dio el estatus de ciudad en 1946. En las décadas siguientes, los soviéticos desarrollaron la localidad como el centro administrativo de una granja avícola, así como con fábricas de queso y cerámica, con todo lo cual llegó a tener dos mil habitantes.
Se ubica a orillas del río Minija, a medio camino entre Klaipėda y Šilutė sobre la carretera 141.